# Monolophosaurus
Monolophosaurus („ještěr s jedním hřebenem“) byl rod středně velkého teropodního dinosaura, který je pravděpodobně vývojově bazálním členem kladu Tetanurae, žijícího na území dnešní Číny (provincie Sin-ťiang) v období střední jury (asi před 165 miliony let). Fosilie tohoto teropoda byly objeveny v sedimentech geologického souvrství Š'-šu-kou.

## Historie objevu a popis
Fosilie tohoto masožravého dinosaura (holotyp s označením IVP 84019) byly objeveny roku 1984, a to v podobě téměř kompletní kostry. Zkamenělina vykazuje některé znaky zranění, a to na obratlích i na lebce. Podle výrazného hřebenu na lebce dostal dinosaurus své rodové jméno. Typový druh M. jiangi byl formálně popsán roku 1993 (resp. 1994). Podle Gregoryho Paula dosahoval tento druh délky asi 5,5 metru a hmotnosti kolem 475 kilogramů. Paleontolog Thomas Holtz odhadl velikost monolofosaura zhruba stejně, na 5 metrů délky a jeho hmotnost na několik stovek kilogramů.

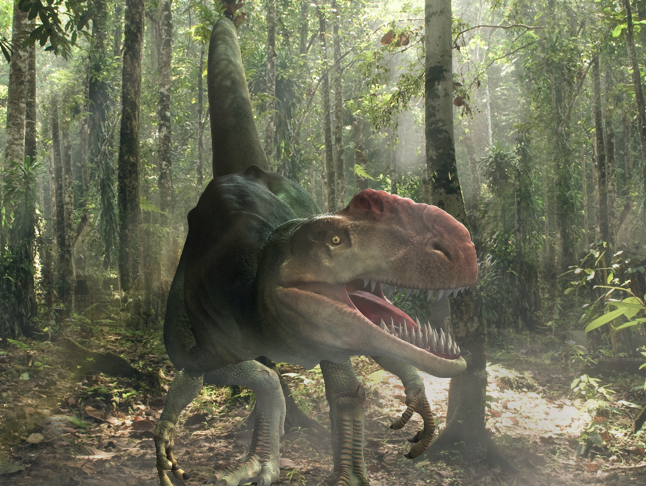
Digitální podoba monolofosaura.